# Eukiefferiella fuldensis
Eukiefferiella fuldensis är en tvåvingeart som beskrevs av Lehmann 1972. Eukiefferiella fuldensis ingår i släktet Eukiefferiella och familjen fjädermyggor. Inga underarter finns listade i Catalogue of Life.